# ブラシノキ
ブラシノキ（学名：Callistemon speciosus）は、フトモモ科ブラシノキ属の常緑小高木。別名、カリステモン（本来は属名のラテン名である）、ハナマキ（花槙）、キンポウジュ（金宝樹）。
属名のCallistemonはギリシャ語で「美しい雄しべ」という意味（「美」を意味するkallosと「雄しべ」を意味するstemon）。

## 特徴
オーストラリア原産で、観賞用に栽培される。5-6月頃に開花し、花弁は緑で小さくて目立たないが、赤（ときに白）の長い花糸が目立つ。穂状花序をなし、花序全体がブラシのように見える。花序の先から枝が伸びるという珍しい特徴を持つ。
果実は朔果で、見た目には枝全体を取り巻く昆虫の卵のように見える（前記の特徴から、2,3年前の果実が順に枝に付く）。果実には粉状の種子が入っており、オーストラリアでよく起こる森林火災が起こると割れて種子を放出する。
ブラシノキ属には計34種があり、そのうちの数種が観賞用に栽培されている。

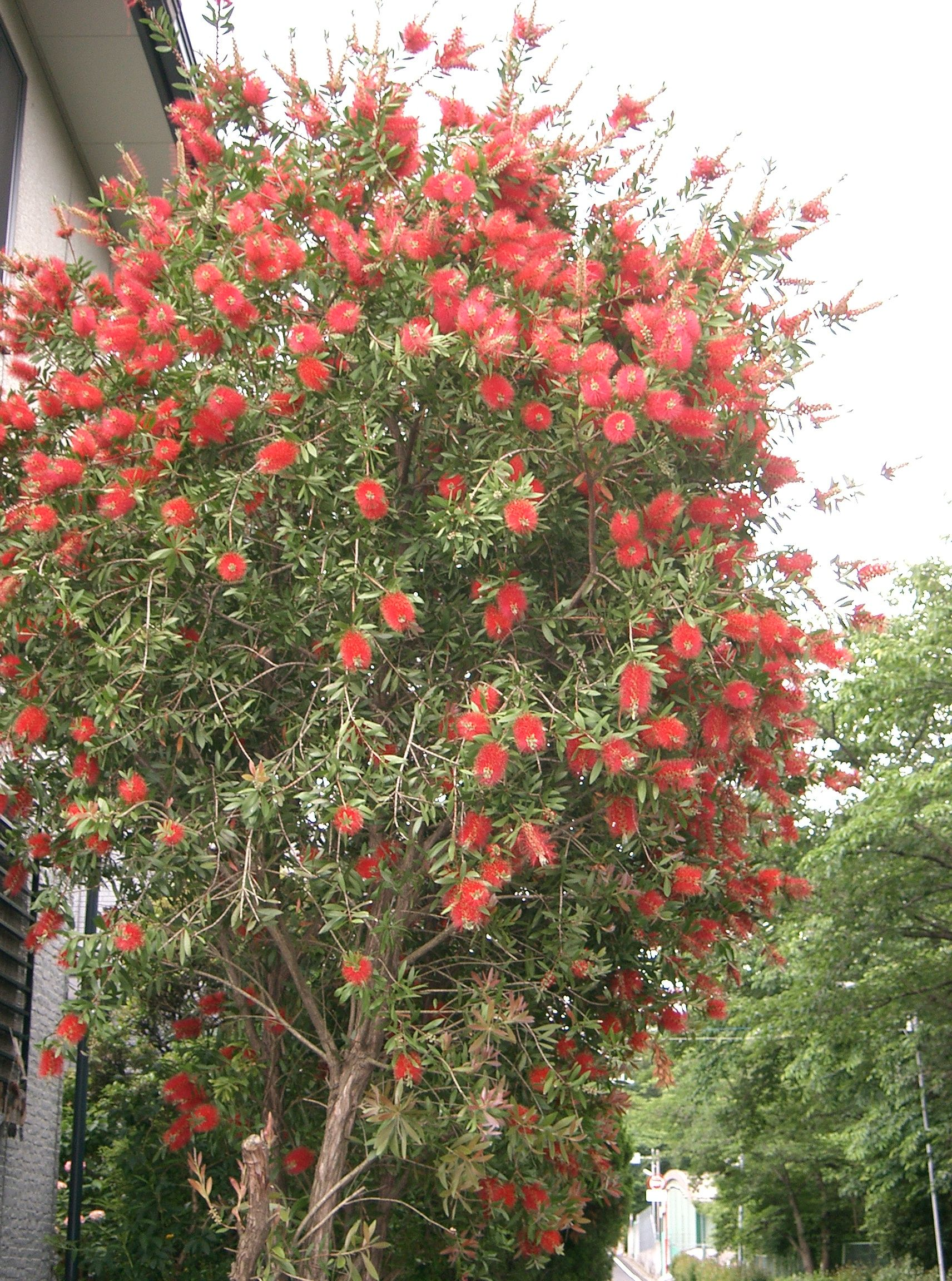
樹木の全体像
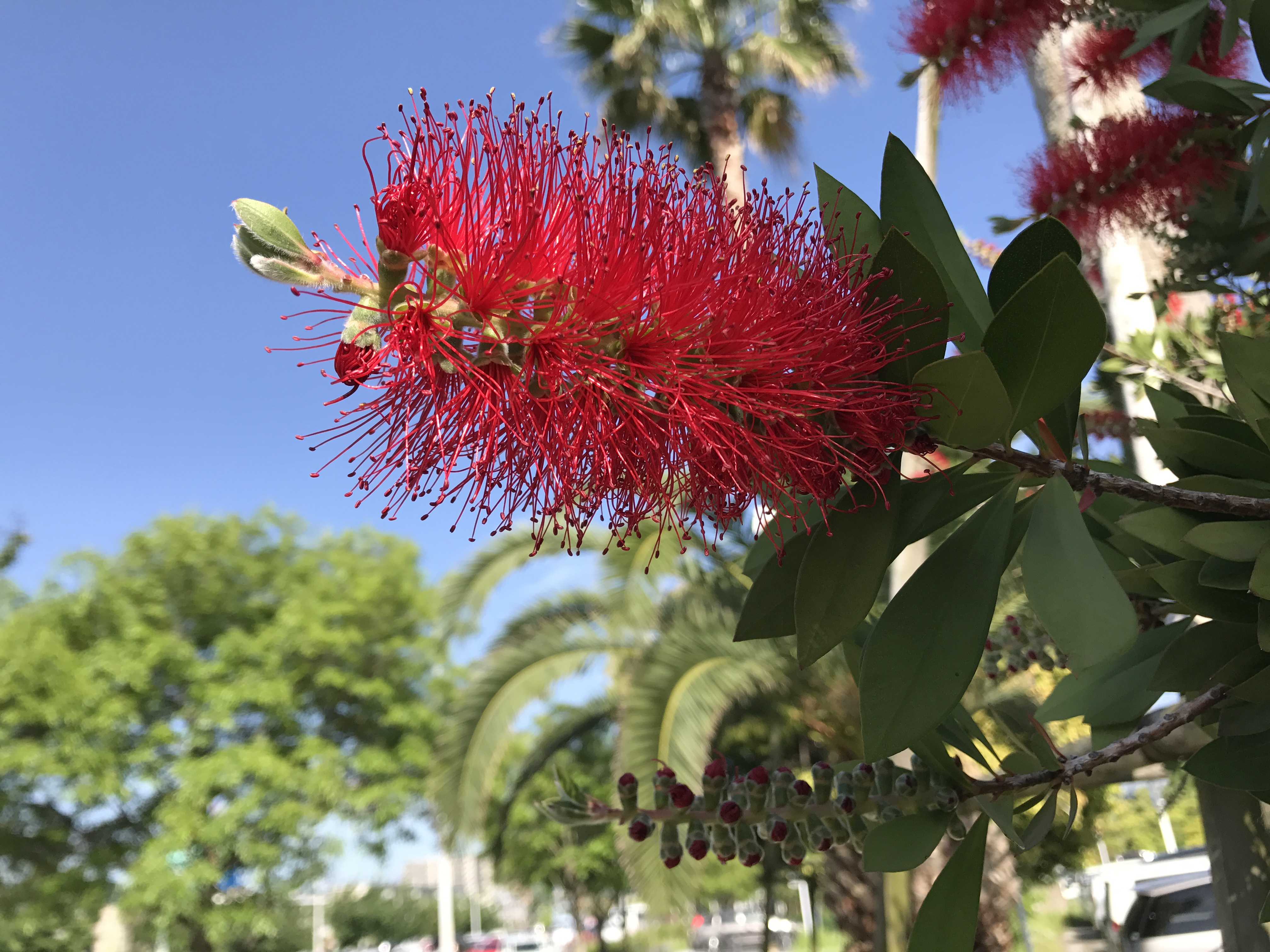
満開の花と蕾（下部）